# تيمو بلومكفيست
تيمو بلومكفيست (بالفنلندية: Timo Blomqvist)‏ هو لاعب هوكي الجليد فنلندي، ولد في 23 يناير 1961 في هلسنكي في فنلندا.

## وصلات خارجية
- تيمو بلومكفيست على موقع دوري الهوكي الوطني (الإنجليزية)
- تيمو بلومكفيست على موقع قاعة مشاهير الهوكي (لاعب أن.إتش.أل) (الإنجليزية)
- تيمو بلومكفيست على موقع EliteProspects.com (الإنجليزية)
- تيمو بلومكفيست على موقع Eurohockey.com (الإنجليزية)
- تيمو بلومكفيست على موقع HockeyDB.com (الإنجليزية)
- تيمو بلومكفيست على موقع Hockey-Reference.com (الإنجليزية)
- تيمو بلومكفيست على موقع أوليمبيديا (الإنجليزية)